# Museu das Gemas
Museu das Gemas é uma exposição permanente de pedras preciosas na cidade de Brasília, no Distrito Federal.

## História
O Museu foi inaugurado em 1996, pelo então governador Cristovam Buarque. A instituição foi estruturada pelo Serviço Brasileiro de Apoio às Micro e Pequenas Empresas (SEBRAE), Cooperativa de Gemas do Distrito Federal (COOPREGEMAS) e pelo Instituto Brasileiro de Gemas e Metais Preciosos (IBGM). O SEBRAE proprietário do acervo gemológico e do laboratório passou a administrar o Museu a partir de 1999, após a dissolução da parceria com os demais fundadores.
O Museu das Gemas durante muitos anos ficou localizado no salão panorâmico da Torre de TV de Brasília, sob 25 metros de altura, erguida no Eixo Monumental. Neste mezanino estava localizada, por mais de 15 anos, pedra preciosas brasileiras. Em 2010, estimou-se que as 4 mil jóias expostas no Museu custam, em média, 1 milhão de reais. O Sebrae (Serviço de Apoio às Micro e Pequenas Empresas, do Distrito Federal, é o órgão responsável pelo acervo.

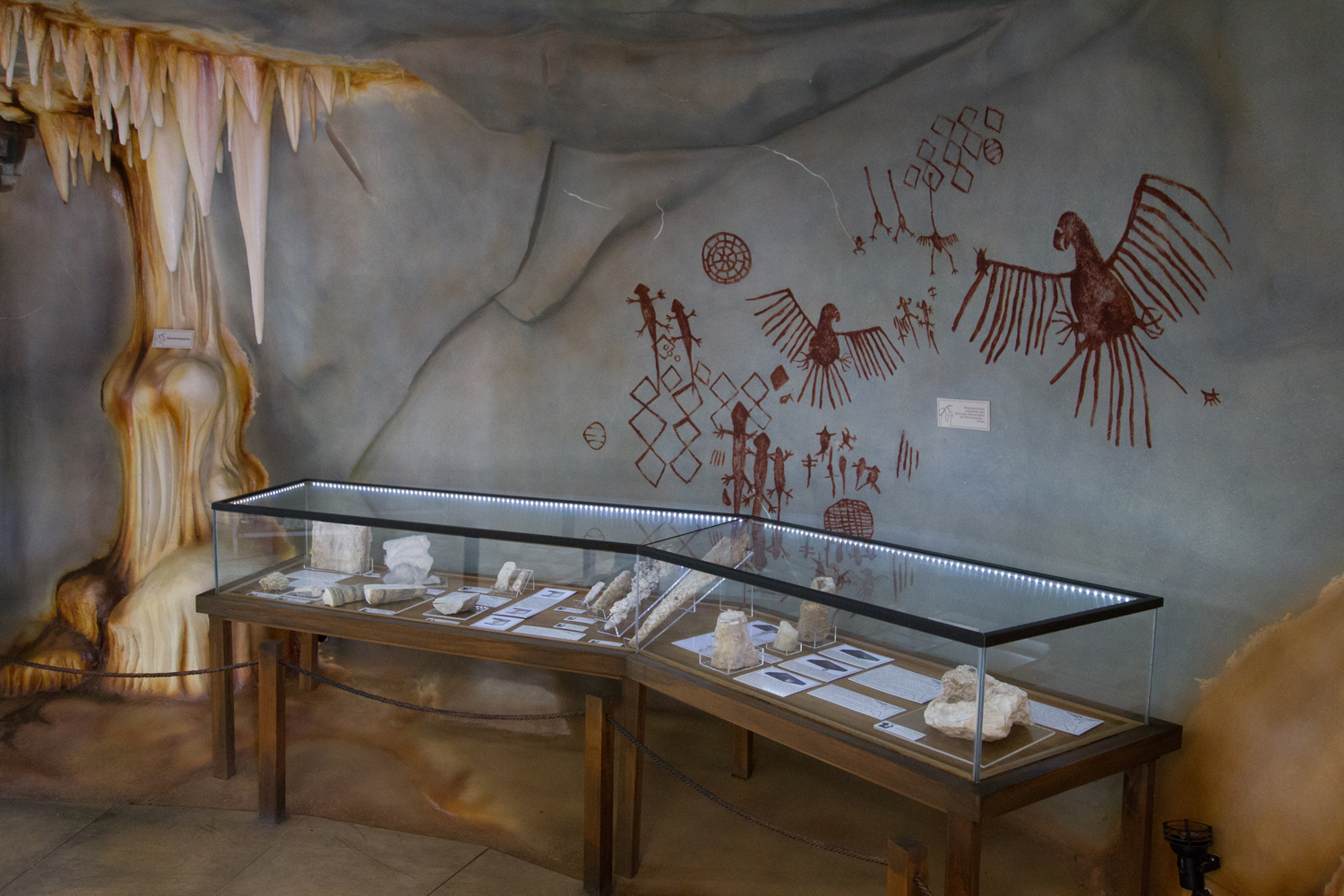
Museu de Geociências da Universidade de Brasília

Em 17 de abril de 2013, as coleções do Museu de Gemas e Joias foi doada ao Instituto de Geociências da Universidade de Brasília e como consequência deixou de existir o Museu Nacional das Gemas.

## Acervo
O Museu agrupa grande parte das mais preciosas pedras brasileiras. A coleção inicial possuía mais de três mil pedras com amostras de todas as gemas brasileiras, sejam elas em estado bruto ou lapidadas. Diamantes em diversas tonalidades, esmeraldas, rubis e águas marinhas.
O acervo inicial foi incorporado ao acervo do  Museu de Geociências (MGeo-UnB) que já possuía mais de 5.500 amostras entre rochas e gemas, em estado bruto ou lapidadas, além de minerais e fósseis do Brasil e de outros países.